# Ixodiphagus texanus
Ixodiphagus texanus är en stekelart som beskrevs av Howard 1907. Ixodiphagus texanus ingår i släktet Ixodiphagus och familjen sköldlussteklar. Inga underarter finns listade i Catalogue of Life.